# Fričkovce
Fričkovce (allemand : Fritschhau, est un village de Slovaquie situé dans la région de Prešov.

## Histoire
Première mention écrite du village en 1320.

## Démographie

### Évolution de la population
| Année:               | 1994. | 2004.   | 2014.   | 2024.   |
| -------------------- | ----- | ------- | ------- | ------- |
| Nombre de personnes: | 675   | 690     | 716     | 729     |
| Différence:          |       | +2,22 % | +3,76 % | +1,81 % |

| Année:               | 2023. | 2024.   |
| -------------------- | ----- | ------- |
| Nombre de personnes: | 737   | 729     |
| Différence:          |       | -1,08 % |